# Chiesa di San Giorgio (Baone)

Cartografia storica della Valle di Sotto

La chiesa di San Giorgio (detta anche chiesa di Valle San Giorgio) si trova a Valle San Giorgio, frazione di Baone in provincia di Padova.
Una frazione del comune di Baone è quella di Valle San Giorgio, piccolo paese diviso a sua volta in due frazioni: la Valle di sopra e la Valle di sotto. La prima, detta anche Valle dell'Abate perché vi si trova un possedimento dell'abbazia della Vangadizza, la chiesa dedicata a San Biagio; la seconda, con la chiesa di San Giorgio, è detta anche Valle di Donna Daria, contessa della famiglia dei da Baone, famosa perché nel 1250 diede sepoltura - sfidando il tiranno Ezzelino III da Romano - a Guglielmino da Camposampiero suo parente, da questi fatto decapitare. Solo di recente la località ha preso il nome di Valle San Giorgio, in omaggio al titolare della chiesa arcipretale.

## Storia

### Culto di San Giorgio nei Colli Euganei
Il culto di San Giorgio conobbe, nel Medioevo, una diffusione ampia e capillare, estesa a tutto l'Occidente europeo. La leggenda dello scontro col drago costituisce solo l'ultimo sviluppo di una lunga elaborazione agiografica, le cui origini sono molto difficili da collocare nel tempo e nello spazio. Nella costruzione della memoria di San Giorgio conversero elementi diversi, la cui somma portò la sua figura a raccogliere in sé molteplici identità, divenendo una presenza costante e costantemente ricordata. La documentazione medievale testimonia l'esistenza di almeno tre chiese dedicate a san Giorgio sui Colli Euganei: a Rovolon, Tramonte e Valle San Giorgio.
La storia della località Valle San Giorgio risale a tempi antichi, quando era conosciuta semplicemente come Valle. Si ipotizza che una chiesa molto antica dedicata ai santi Felice e Fortunato potesse esistere già prima dell'anno 1000. Secondo la Passio del IV-V secolo, Felice e Fortunato erano due fratelli vicentini, possibilmente soldati imperiali di istanza presso Aquileia. Nel 303-304, durante le persecuzioni di Diocleziano e Massimiano, furono arrestati e condannati a morte per essere cristiani, subendo varie torture prima di essere decapitati. Le loro spoglie, raccolte e sepolte dai cristiani locali, furono subito rivendicate dai vicentini. Il corpo di Fortunato e il capo di Felice sarebbero rimasti ad Aquileia (dove fino al '700 c'era una basilica cimiteriale dedicata a San Felice), mentre il corpo di Felice e il capo di Fortunato sarebbero tornati a Vicenza, dove ancora esiste l'antica basilica dedicata ai due santi, con un'iscrizione di IV-V secolo che ne attesta il culto fin da allora.
La chiesa di San Giorgio è stata menzionata per la prima volta in un documento ufficiale del 1293. Nel registro della decima papale del 1297, si afferma che dipendeva da questa chiesa anche quella dei Santi Nazario e Celso di Cornoleda. Nei primi resoconti delle visite pastorali, la chiesa era nota come San Giorgio di Valle di Sopra o dell'Abbate.  

Catasto napoleonico della Valle di Sotto

### Cambiamento del nome della chiesa in San Giorgio
Il passaggio del patronato di Valle a San Giorgio alla fine del XIII secolo potrebbe essere interpretato come una distinzione dal culto dei santi Felice e Fortunato, tipicamente vicentino. Questo cambiamento potrebbe essere stato influenzato da un equivoco iconografico intorno alla rappresentazione dei due santi.
Mentre nell'area clodiense, ovvero di Chioggia, sin dal Medioevo i santi Felice e Fortunato sono raffigurati come antichi soldati romani, nelle prime rappresentazioni iconografiche vicentine essi appaiono invece vestiti da cavalieri medievali. Questa discrepanza iconografica potrebbe aver portato a un'associazione errata tra i due santi e San Giorgio, specialmente considerando che San Giorgio è spesso raffigurato come un cavaliere che combatte il drago. Questo equivoco potrebbe essere stato rafforzato dal fatto che alcune opere d'arte, come il Polittico Chiericati di Sant'Agostino, hanno confuso le identità di San Giorgio e San Quirico. Di conseguenza, il passaggio del patronato a San Giorgio potrebbe essere stato il risultato di questa confusione iconografica, che ha portato alla sostituzione dei santi Felice e Fortunato con San Giorgio come patrono della località di Valle.

## Descrizione
Una descrizione della chiesa com'era alla fine del '400 è riportata nella relazione della visita pastorale del vescovo Pietro Barozzi. L'edificio subì alcuni rimaneggiamenti già nel 1448, quando fu allungata fino alle nicchie dei primi due altari laterali. La chiesa venne poi ampliata e restaurata nel 1616, come recita l'epigrafe conservata all'interno.

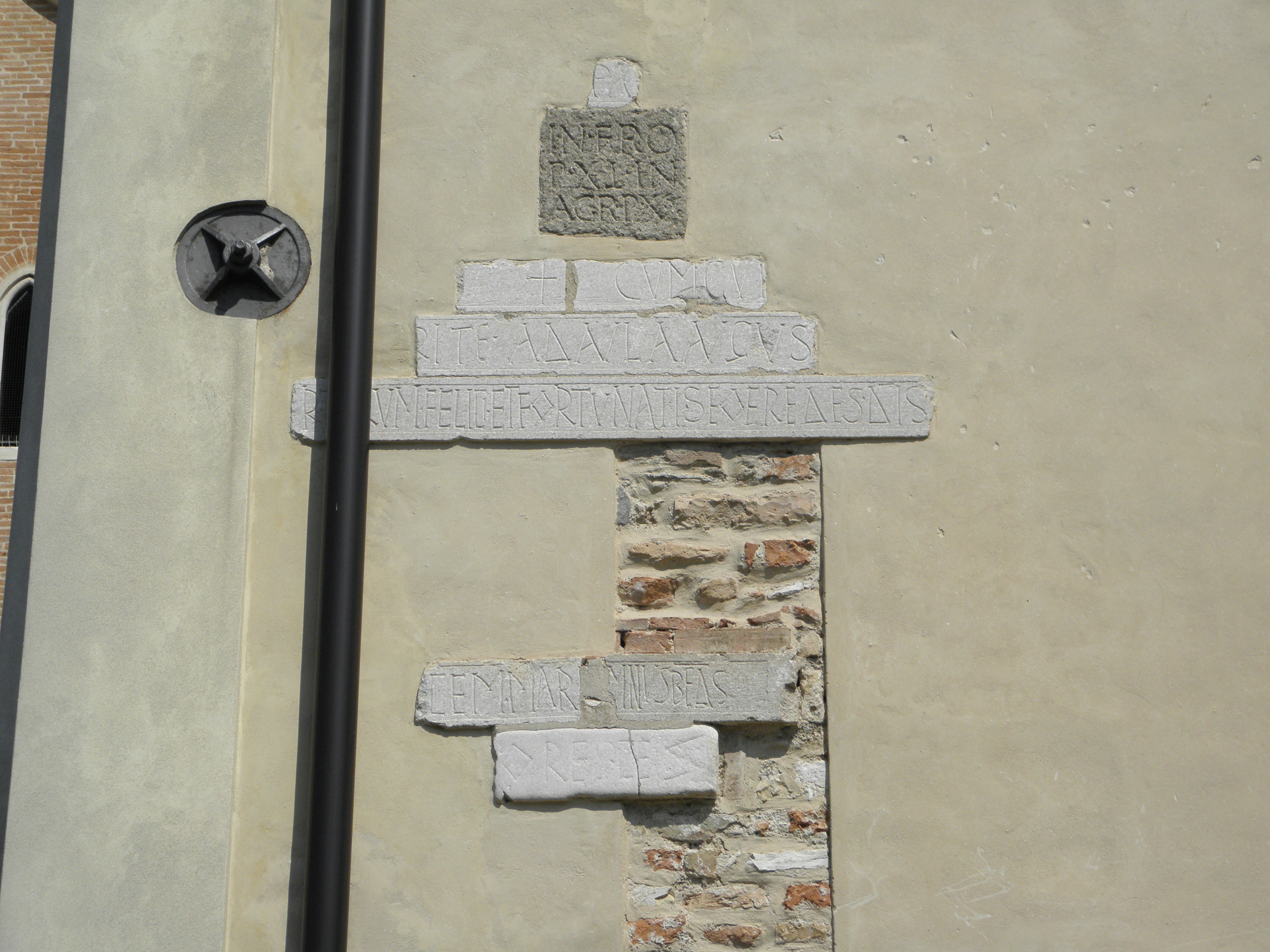
Iscrizioni lapidee nella parete laterale della chiesa

Durante la visita pastorale di Gregorio Barbarigo nel 1670, si registrò che la cima del campanile era stata danneggiata da un uragano e che la torre era stata abbattuta per evitare che minacciasse la chiesa stessa. Nel 1854 il campanile, danneggiato quasi un secolo prima da un uragano, fu costruito in Stile neogotico. La chiesa fu riconsacrata nel 1886. Nel 1872, furono avviati i lavori di restauro della vecchia chiesa, e nel 1921 fu aggiunta la cappella del Battistero. Ulteriori interventi di restauro furono effettuati negli anni cinquanta.
Il paramento meridionale della chiesa di Valle San Giorgio ospita nove frammenti di iscrizioni lapidee risalenti agli VIII-IX secoli. Gran parte di questi frammenti, benché dispersi in vari luoghi, sono rimasti a Valle, mentre due di essi erano stati trasferiti al Museo nazionale atestino nel XIX secolo. Solo intorno al 1922 la serie completa è stata ricomposta e murata nel muro laterale della chiesa. Il testo principale accenna a una chiesa dedicata ai martiri Felice e Fortunato. Questi frammenti lapidei probabilmente facevano parte di un'antica struttura architettonica che separava l'area destinata ai fedeli dal Presbiterio, con una pergola lunga oltre 6 metri. Si ipotizza che questa struttura fosse parte del luogo di culto antico, di cui nel 1571 restavano pochi resti. Durante una visita pastorale alla chiesa di San Giorgio di Valle di Sotto, il vescovo di Padova Nicolò Ormaneto ordinò la demolizione delle mura e la costruzione di un nuovo santuario, per proteggere il sito dagli animali.